# Frohsinns-Spenden
Frohsinns-Spenden (Glädjespridning), op. 73, är en vals av Johann Strauss den yngre. Den spelades första gången den 16 januari 1850 i Wien. 

## Historia
Med Johann Strauss den äldre död den 25 september 1849 gick hans äldste son utur skuggan av sin berömde fader och in i rampljuset i Wiens musikaliska centrum. Samma nöjesetablissemang som en gång hade föredragit att anlita fadern och dennes orkester, slogs nu om att få engagera den unge Strauss och hans orkester, som delvis bestod av musiker från faderns orkester. Livet i Österrike och Wien var hårt för många efter att armén hade slagit ned revolutionen 1848. Krigslagar rådde och det gavs inte många möjligheter till verklighetsflykt. Den 16 januari 1850 anordnades en välgörenhetsbal i Sofiensaal, där en fjärdedel av nettovinsten skulle doneras till en fond för att köpa och distribuera ved till de fattiga. Strauss och hans orkester medverkade och till evenemanget hade han skrivit den nya valsen med det passande namnet Frohsinns-Spenden.   

## Om valsen
Speltiden är ca 8 minuter och 8 sekunder plus minus några sekunder beroende på dirigentens musikaliska tolkning.

## Weblänkar
- Dynastin Strauss 1850 med kommentarer om Frohsinns-Spenden.
- Frohsinns-Spende i Naxos-utgåvan.